# Det lysande ögat
Det lysande ögat är en deckare från 2005 av Laura Trenter och Tony Manieri. Det är den första boken i serien om Duodeckarna Nadja och Charlie. Den efterföljs av Stackelstrands hemlighet.

## Handling
Det är något mystiskt med den nya arkeologen på museet, varför är han så intresserad av det gamla vraket som sjönk? Spökar det i kvarnen? Så försvinner Nadjas och Charlies klasskamrat Jackie, och hennes ena sko hittas på stranden.

## Utgåvor
- 2005 - ISBN 91-85243-24-8
- 2005 - Ljudbok ISBN 91-7313-157-1
- 2006 - ISBN 91-85243-66-3 och ISBN 978-91-85243-66-2